# Too Much Too Soon
Too Much Too Soon är ett musikalbum av New York Dolls som lanserades 1974 på Mercury Records. Det var gruppens andra och sista studioalbum under 1970-talet. Skivan döptes efter skådespelaren Diana Barrymores självbiografi som gavs ut 1957. Den innehöll fler covers än debutalbumet gjort, och gruppen bytte inför detta album producent från Todd Rundgren till Shadow Morton. Morton lade till fler studioeffekter och kvinnlig körsång på arrangemangen. Då skivan inte blev någon större kommersiell framgång ledde det till att bandet bröt upp ett år senare efter en turné. Gruppen återförenades dock på 2000-talet vilket ledde till nya studioalbum.
Skivan röstades fram som 1974 års tionde bästa i årets Pazz & Jop-lista i The Village Voice.

## Låtlista
(upphovsman inom parentes)
1. "Babylon" (David Johansen, Johnny Thunders) - 3:31
2. "Stranded in the Jungle" (James Johnson, Ernestine Smith, Al Curry) - 3:49
3. "Who Are the Mystery Girls?" (Johansen, Thunders) - 3:07
4. "(There's Gonna Be A) Showdown" (Kenny Gamble, Leon Huff) - 3:37
5. "It's Too Late" (Johansen, Thunders) - 4:35
6. "Puss 'n' Boots" (Johansen, Sylvain Sylvain) - 3:06
7. "Chatterbox" (Thunders) - 2:26
8. "Bad Detective" (Kenny Lewis) - 3:37
9. "Don't Start Me Talkin'" (Sonny Boy Williamson II) - 3:12
10. "Human Being" (Johansen, Thunders) - 5:44

## Listplaceringar
- Billboard 200, USA: #167[2]